# Mimaderpas anteaureus
Mimaderpas anteaureus är en skalbaggsart som beskrevs av Stefan von Breuning 1973. Mimaderpas anteaureus ingår i släktet Mimaderpas och familjen långhorningar.
Artens utbredningsområde är Ghana. Inga underarter finns listade i Catalogue of Life.